# Physetica cellulata
Physetica cellulata là một loài bướm đêm trong họ Noctuidae.